# Salon international de l'agriculture au Maroc
Le Salon international de l’agriculture au Maroc (SIAM) est une foire-exposition annuelle consacrée au secteur agricole, organisée à Meknès, au bassin de l'Agdal. Il constitue le principal événement agricole au Maroc et l’un des plus importants du continent africain. 
Créé pour promouvoir l’agriculture marocaine, favoriser les échanges entre professionnels du secteur et encourager l’innovation, le SIAM réunit chaque année des exposants nationaux et internationaux, représentant divers domaines liés à l’agriculture, l’agroalimentaire, la recherche, la technologie et l’élevage.
Le salon accueille chaque année plusieurs centaines de milliers de visiteurs. Certaines éditions ont enregistré une affluence annoncée de plus d’un million de personnes,.

## Historique
Créé en 2006 par Hassan Aourid, Zidane Alaoui, son Chef Cabinet, et la Willaya de Meknès, sous l'impulsion du Roi Mohammed VI, le SIAM est devenu rapidement un rendez-vous important dans le secteur de l'agriculture.
Le secteur agricole représente environ 14 % du PIB du Maroc (2016). Le Maroc a ainsi souhaité se doter d’un événement valorisant son savoir-faire agricole et stimulant les investissements et partenariats.
Le SIAM est un outil de promotion du Plan Maroc Vert, lancé en 2008, pour moderniser et structurer l’agriculture, accroître sa valeur ajoutée, et en faire un levier économique. Il en est devenu une vitrine, son développement accompagnant les investissements publics dans ce domaine. Le Salon est financé notamment par le Ministère de l’Agriculture et le Crédit Agricole marocain.
On y trouve des exposants variés : produits du terroir, coopératives, agro-industries, fabricants de machines agricoles, éleveurs, institutions financières et représentants de l'État.
Devenu un véritable HUB international, le SIAM a accueilli en 2017 des représentants de 66 pays, et des organisations telles que la FAO, l’Union Européenne, l’Union Africaine ou encore des agences de développement agricole.

## Organisation

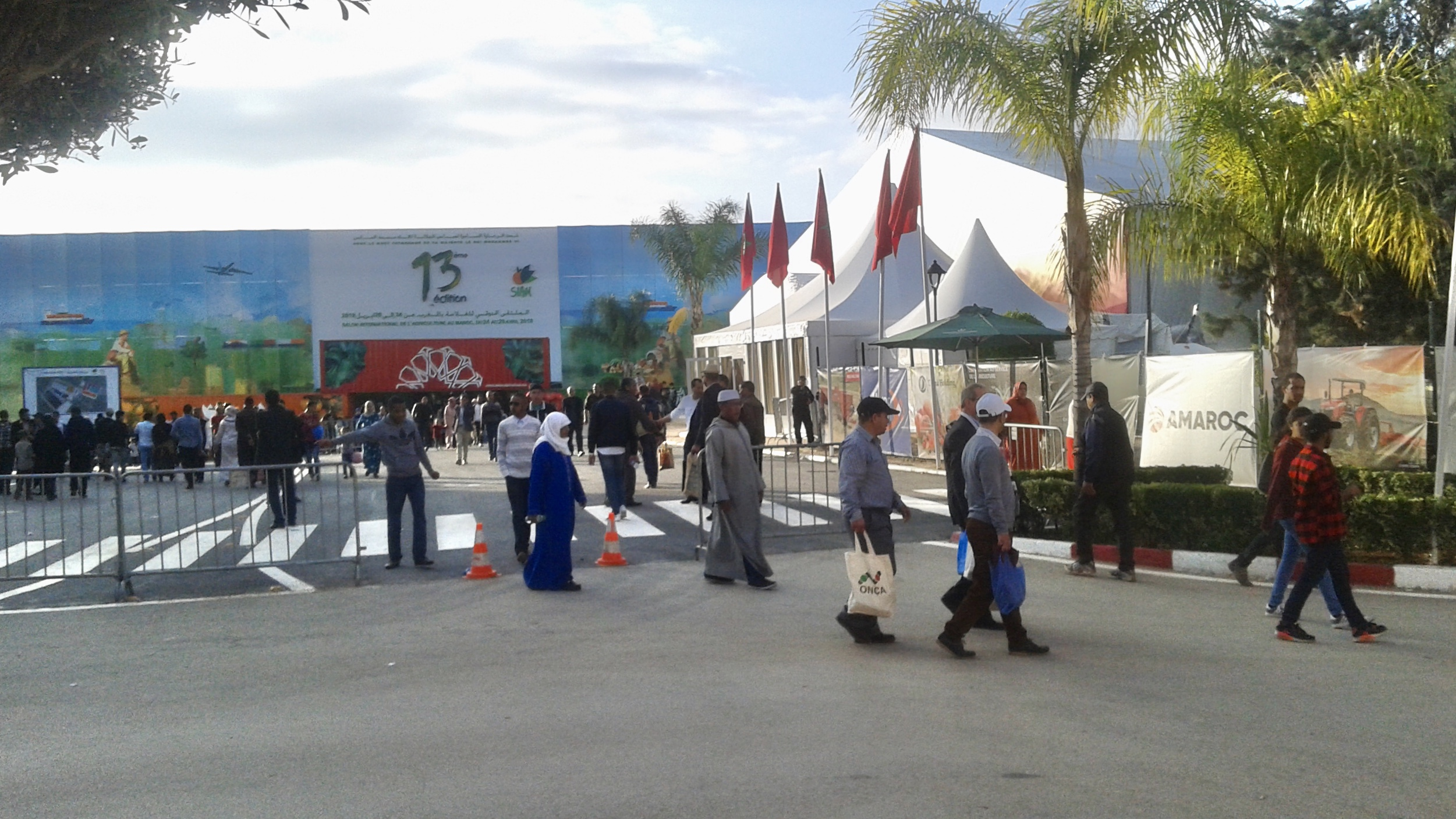
Salon International de l'Agriculture au Maroc.

L’événement dure six jours à Meknès. Les trois premiers sont réservés aux professionnels, les trois suivants ouverts au public. Il s'étend sur 200 000 m².
Chaque année, un pays invité d'honneur et une thématique centrale sont choisis. L’Allemagne, l’Italie, ou les Émirats arabes unis ont été mis à l’honneur dans les précédentes éditions.
En 2025, le salon s’est tenu du 21 au 27 avril 2025. Cette 17ᵉ édition a mis l’accent sur le thème « Agriculture et monde rural : l’eau au cœur du développement durable », soulignant l’importance cruciale de la bonne gouvernance de l'eau et la forte tension sur les ressources en eau dans le contexte des défis climatiques actuels.

### Espaces thématiques
Le salon est organisé en 10 espaces :
- Produits du terroir : savoir-faire locaux et productions artisanales.
- Partenaires et sponsors : institutions publiques et entreprises soutenant le secteur.
- International : ambassades et entreprises étrangères.
- Élevage : animaux, concours, nutrition animale.
- Nature et vie : environnement, loisirs verts, chasse, pêche.
- Produits agricoles et agroalimentaires : entreprises de transformation et production.
- Régions du Maroc : spécificités agricoles des 12 régions.
- Agrofournitures : intrants, services agricoles, outils de petite échelle.
- Machinisme agricole : engins et technologies agricoles innovantes.
- Conférences et B2B : forums de discussion, conventions et réseautage.

### Évolution du nombre d'exposants et de visiteurs
| Année | Nombre d'exposants | Nombre de visiteurs |
| ----- | ------------------ | ------------------- |
| 2006  | 486                | 555 000             |
| 2007  | 600                | 650 000             |
| 2008  | 620                | 750 000             |
| 2009  | 713                | 685 000             |
| 2010  | 844                | 750 000             |
| 2011  | 837                | 610 000             |
| 2012  | 920                | 630 000             |
| 2013  | 1060               | 720 000             |
| 2014  | 1200               | 850 000             |
| 2015  | 1090               | 817 000             |
| 2016  | 1223               | 1 000 000           |
| 2017  | 1350               | 810 000             |
| 2018  | 1700               | 1 025 000           |
| 2019  | 1365               | 850 000             |